# Primera División de Chile 1953
Primera División de Chile 1953 var den chilenska högstaligan i fotboll för herrar för säsongen 1953, som slutade med att Colo-Colo vann för sjätte gången. Ligan bestod av 14 lag som spelade mot varandra två gånger var, vilket innebar 26 omgångar. Inget lag flyttades ner inför säsongen 1954, och inget lag flyttades upp från den näst högsta divisionen.

## Sluttabell
| Plac. | Lag                  | S  | V  | O | F  | GM | IM | MSK | Poäng |
| ----- | -------------------- | -- | -- | - | -- | -- | -- | --- | ----- |
| 1     | Colo-Colo            | 26 | 18 | 5 | 3  | 80 | 32 | 48  | 41    |
| 2     | Palestino            | 26 | 13 | 7 | 6  | 63 | 47 | 16  | 33    |
| 3     | Audax Italiano       | 26 | 14 | 5 | 7  | 47 | 36 | 11  | 33    |
| 4     | Everton              | 26 | 13 | 4 | 9  | 47 | 37 | 10  | 30    |
| 5     | Universidad de Chile | 26 | 13 | 4 | 9  | 43 | 48 | -5  | 30    |
| 6     | Green Cross          | 26 | 11 | 5 | 10 | 49 | 49 | 0   | 27    |
| 7     | Ferrobádminton       | 26 | 11 | 5 | 10 | 55 | 56 | -1  | 27    |
| 8     | Universidad Católica | 26 | 9  | 8 | 9  | 49 | 43 | 6   | 26    |
| 9     | Santiago Wanderers   | 26 | 10 | 5 | 11 | 52 | 49 | 3   | 25    |
| 10    | Rangers              | 26 | 9  | 6 | 11 | 50 | 52 | -2  | 24    |
| 11    | Santiago Morning     | 26 | 9  | 5 | 12 | 54 | 67 | -13 | 23    |
| 12    | Unión Española       | 26 | 7  | 5 | 14 | 34 | 54 | -20 | 19    |
| 13    | Magallanes           | 26 | 5  | 5 | 16 | 43 | 66 | -23 | 15    |
| 14    | Iberia               | 26 | 2  | 7 | 17 | 31 | 61 | -30 | 11    |

| Primera División Vinnare av Primera División 1953 |
| ------------------------------------------------- |
| Chile                                             |
| Colo-Colo 6:e titeln                              |